# Le Manoir (film)
Pour l’article homonyme, voir Le Manoir.
Pour plus de détails, voir Fiche technique et Distribution.
Le Manoir est une comédie horrifique française de type slasher réalisée par Tony T. Datis, sortie le 21 juin 2017.
Le film suit un groupe d'étudiants qui se retrouve pour le Nouvel An dans un vieux manoir. La soirée va rapidement tourner au cauchemar quand l'un des invités disparait et que les événements étranges se succèdent.

## Synopsis
En Belgique, une vieille gouvernante cherche à fuir le manoir avant d'être rattrapée par quelque chose.
Quelques années plus tard, des étudiants arrivent dans la bâtisse pour y fêter le Nouvel An. Le groupe est composé du couple Nadine-Fabrice (Natoo-Kemar), Djamal (Mister V), Jessica dit "Jess" (Delphine Baril), Samantha dit "Sam" (Vanessa Guide), Bruno (Ludovik), Drazic (Vincent Tirel), Stéphane (Jérôme Niel) et Charlotte (Lila Lacombe), la cousine de Sam qui a été contrainte de venir.
Nadine, qui a loué l'endroit, leur explique qu'ils ne doivent pas s'aventurer au 2eme étage qui est abandonné et sans électricité ni dans la forêt du domaine qui est une réserve de chasse. Chacun rejoint ensuite sa chambre pour se préparer : Drazic montre sa collection de drogues et sa grenouille tibétaine à Bruno pendant que Stéphane se confie à Djamal (qui révise son texte pour devenir acteur à Hollywood) sur son ancienne relation avec Sam qu'il n'arrive pas à oublier. De son côté, Sam discute avec Jess pour savoir si Enzo (Baptiste Lorber) les rejoindra. Le repas se passe bien et la fête commence. Dans la cuisine, Charlotte confie à Drazic qu'elle voudrait rentrer chez elle et le jeune homme lui propose de goûter ses cupcakes pour lui remonter le moral. Sans le savoir, Charlotte mange des space cakes et commence à être victime d'hallucinations.
Dans le salon, la fête bat son plein, jusqu'à ce que Bruno se vomisse dessus. En voulant prendre l'air, il marche dans une crotte et s'en prend à Kitty, le chien de Nadine qu'il voit juste à côté de lui. Nadine arrive et pousse un cri en voyant que Bruno tient son chien qui a été décapité. Pendant ce temps, Charlotte, toujours droguée, s'est aventurée dans la forêt où un sanglier lui explique qu'elle doit partir du manoir qu'il nomme "La Maison du Diable". Au manoir, Bruno explique maladroitement qu'il n'a rien fait à Kitty et Sam commence à paniquer en voyant que sa cousine a disparu. Les étudiants décident de faire des groupes et de fouiller l'endroit pour la retrouver, à l'exception de Nadine qui rejoint sa chambre, toujours sous le choc de la mort de son chien.
Dans la grange, Drazic et Djamal trouvent des seaux avec du sang et de la paille. Au grenier, Bruno constate que son portable capte du réseau et tombe avec Jess sur une revue de taxidermie. De leur côté, Fabrice, Sam et Stéphane découvre que le propriétaire s'adonnait à la chasse. Soudain, un coup de feu retentit et Bruno s'enfuit en voyant qu'une créature à crâne de cerf le regarde. Tous retournent dans l'entrée où Sam explique que Stéphane s'est amusé à tirer avec un fusil en le croyant déchargé. Djamal, qui est resté seul dans la grange où il regarde une revue pornographique (sa future carrière de star est en réalité celle d'un acteur porno) se fait tuer. Ses amis le retrouvent pendus par le sexe avec du foin dans la bouche. Le groupe décide de quitter le manoir au plus vite mais constate que leur Combi a disparu.
Soudain, Enzo arrive avec son van, sans savoir ce qui s'est passé et marche dans un énorme piège à loup. Fabrice et Bruno viennent l'aider mais se coordonnent mal et Enzo est amputé des deux jambes. Les étudiants l’emmènent dans une chambre où il demande à Jess et Sam qu'elles lui accordent une dernière volonté et décède pendant qu'elles exécute un strip-tease. De son côté, Stéphane décide de partir avec le van et s'enferme dedans malgré les protestations de Fabrice. A l'intérieur, il trouve une tablette qui contient des photos des conquêtes d'Enzo dont Sam fait partie. Stéphane se fait mordre par un mamba qu'il tue avant de retourner vers le manoir, fou de rage pour tuer Enzo. Bruno l'assomme et Stéphane se réveille dans une cage où ses amis l'ont enfermé. Malgré ses protestations, ils pensent qu'il est responsable de tous les meurtres. De retour dans l'entrée, les étudiants découvrent que Charlotte est revenue et Sam s'en prend à Drazic quand il explique qu'elle a mangé ses space cakes.
Une fois le groupe remis de ses émotions, Fabrice et Bruno décident de retourner dans le grenier pour appeler les secours pendant que Jess prépare le repas. Le tueur au crâne de cerf la tue mais Sam le surprend et s'enfuit. Charlotte est à son tour poursuivie et se défenestre du premier étage d'où elle disparaît. Sam prévient les deux garçons et Bruno casse le téléphone en promettant de venger Jess dont il était amoureux. Une fois équipés, tous décident de s'enfuir et de récupérer Nadine, qui n'est plus dans sa chambre. En ouvrant une armoire, ils retrouvent Drazic à l'intérieur qui leur explique avoir trouvé un passage secret en tirant la chasse d'eau des toilettes.
Les survivants comprennent que la maison comporte un réseau parallèle et que le tueur l'utilise pour se déplacer en toute discrétion. En ne faisant pas attention, les étudiants sont séparés en deux groupes : Fabrice et Bruno d'une part et Drazic et Sam de l'autre. Bruno tombe sur le tueur qu'il réussit à désarmer et constate qu'il s'agit de Nadine mais se fait égorger par Fabrice. Drazic et Sam trouvent une pièce condamnée avec des documents sur la taxidermie ainsi que des photos et une gravure en forme de cœur avec écrit "Nadine et Fabrice". Comprenant que leurs amis sont les tueurs, ils se cachent mais sont découverts.
Fabrice et Nadine les emmènent dans une pièce abandonnée où Fabrice leur explique vouloir garder les gens qu'il aime près de lui. Petits, leurs parents les avaient oubliés lors d'une Rave Party. Nadine lui avait alors promis que plus personne ne les abandonnerait. Le Baron Gluckenstein les recueillit et initia Fabrice à la taxidermie. D'années en années, Fabrice se perfectionna dans cet art et commença à empailler humains comme animaux pour agrandir sa collection grâce à sa sœur. Sur le point de les tuer, Stéphane (que Charlotte a libéré) arrive et se bat avec Fabrice. Charlotte libère Drazic mais Nadine tue Sam avec une fourche. Stéphane met à terre Nadine, l'asperge d'essence puis l'enflamme avec une cigarette. Drazic fait avaler sa grenouille tibétaine à Fabrice qui est neutralisé et est à son tour, victime d'hallucinations. L'incendie se propage mais Stéphane, pratiquement paralysé à cause du venin, demande à mourir aux côtés de Sam.
Le soleil se levant, Drazic prend Charlotte sur son dos et tous deux partent vers la forêt.

## Fiche technique
- Titre français : Le Manoir
- Réalisation : Tony Datis
- Scénario : Kemar, Dominique Gauriaud, Bernardo Barilli et Jurij Prette
- Production : Sidonie Dumas
- Société de production : Gaumont
- Société de distribution : Gaumont Distribution
- Pays d’origine :  France
- Langue originale : français
- Tournages : Château de Guertechin, Bossut-Gottechain[1]
- Genre : comédie horrifique, slasher
- Dates de sortie :
  - France : 21 juin 2017
- Classification :
  -  Interdit aux moins de 12 ans à sa sortie en salles

## Distribution
- Natoo : Nadine
- Kemar : Fabrice
- Mister V : Djamal
- Ludovik : Bruno
- Jérôme Niel : Stéphane
- Vincent Tirel : Drazic
- Vanessa Guide : Sam
- Delphine Baril : Jess
- Baptiste Lorber : Enzo
- Lila Lacombe : Charlotte
- Willy Denzey : lui-même

## Accueil

### Critiques
- Catherine Balle dans Le Parisien trouve le film « vraiment convaincant : "Dans le Manoir, les copains issus du collectif Studio Bagel proposent une parodie de film d'horreur souvent aussi drôle que son ancêtre américain Scary Movie. Avec, bien sûr, un humour très ciblé sur les jeunes »[2].
- Ludovic Béot dans les Inrocks fait une critique comparative à un autre film sorti le même jour, Bad Buzz de et avec le duo Éric et Quentin, connu pour leur participation à l'émission Quotidien, et conclut sur une victoire du Manoir : « Tandis qu'Éric et Quentin proposent un médiocre film à sketchs […], Le Manoir apporte lui un peu de fraîcheur et ouvre modestement la voie du cinéma aux youtubeurs. Le film de Tony Datis pose une pierre à l’édifice, fragile, imparfaite mais suffisamment séduisante et sincère pour attirer notre curiosité quant aux futurs projets cinéma de ces vidéastes »[3].
- Pour sa part Jean Serroy du Dauphiné Libéré commente ainsi le film : « On peut être youtubeurs, vouloir faire du cinéma et imaginer de réaliser une comédie d’horreur : encore faudrait-il que la comédie fasse rire et que l’horreur fasse peur. Raté dans les deux cas ! ».

### Box-office
| Pays ou région | Box-office      | Date d'arrêt du box-office | Nombre de semaines |
| -------------- | --------------- | -------------------------- | ------------------ |
| France         | 217 806 entrées | arrêté                     | 6                  |